# 719
719（七百十九、ななひゃくじゅうきゅう）は自然数、また整数において、718の次で720の前の数である。

## 性質
- 719は128番目の素数であり、1つ前は709、次は727。
  - 約数の和は720。
- 32番目のソフィー・ジェルマン素数である。1つ前は683、次は743。
- 21番目の安全素数である。1つ前は587、次は839。
  - ソフィー・ジェルマン素数かつ安全素数である7番目の素数である。1つ前は359、次は1019。(オンライン整数列大辞典の数列 A59455)
- 24番目の右切り捨て可能素数である。1つ前は599、次は733。
- 31番目の 8n − 1 型の素数であり、この類の素数は x2 − 2y2 という形で表せるが、719 = 312 − 2 × 112 である。1つ前は647、次は727。
- 7番目の2の累乗数番目の素数である。1つ前は311、次は1619。(オンライン整数列大辞典の数列 A33844)
- 71…19 の形の最小の素数である。次は71119。ただし挟まれた数は無くてもいいとすると最小は79。(オンライン整数列大辞典の数列 A101132)
- 末尾の2桁が19の4番目の素数である。1つ前は619、次は919。(オンライン整数列大辞典の数列 A244765)
- 6番目の階乗素数である。（6! − 1）1つ前は23、次は5039。
  - n! − 1 の階乗素数とみたとき3番目の数である。1つ前は23、次は5039。
- 7つの連続素数の和として表せる24番目の数である。1つ前は689、次は757。
719 = 89 + 97 + 101 + 103 + 107 + 109 + 113
  - 7つの連続素数の和が素数になる12番目の数である。1つ前は659、次は757。
- 7, 1, 9を入れ換えた179、197、971は素数である。ただし、791（7×113）と917（7×131）は合成数である。
  - 各桁の並び順を変えないで入れ替えてできる数がすべて素数となる21番目の数である。1つ前は373、次は733。(オンライン整数列大辞典の数列 A068652)
- 1/719 は循環節の長さ359の循環小数である。
  - 逆数が循環小数になる数で循環節が359になる最小の数である。次は1438。
  - 循環節が n になる最小の数である。1つ前の358は3949、次の360は13213。(オンライン整数列大辞典の数列 A003060)
- 各位の和が17になる36番目の数である。1つ前は692、次は728。
- 2から始まる素数を順に並べて数を作るとき素数になる3番目の数である。1つ前は7、次は1033。(オンライン整数列大辞典の数列 A046284)
  - 2357111317192329313741434753596167717379838997101103107109113127131137139149151157163167173179181191193197199211223227229233239241251257263269271277281283293307311313317331337347349353359367373379383389397401409419421431433439443449457461463467479487491499503509521523541547557563569571577587593599601607613617619631641643647653659661673677683691701709719が素数。
- 719 = 93 − 9 − 1
  - n = 9 のときの n3 − n − 1 の値とみたとき1つ前は503、次は989。(オンライン整数列大辞典の数列 A126420)
    - n3 − n − 1 の形の5番目の素数である。1つ前は503、次は1319。(オンライン整数列大辞典の数列 A116581)
- 719 = 6! − 1
  - n = 6 のときの n! − 1 の値とみたとき1つ前は119、次は5039。(オンライン整数列大辞典の数列 A033312)

## その他 719 に関連すること
- 西暦719年
- 紀元前719年
- JR東日本719系電車
- G.719
- プロビデンス (USS Providence, SSN-719) は、アメリカ海軍のロサンゼルス級原子力潜水艦。
- デジタル表示式時計やストップウォッチ等で出現する43番目の素数である。（例: 7:19、7分19秒 = 439秒も素数である。）1つ前は701、次は743。（参照オンライン整数列大辞典の数列 A118849）